# 基本分析
基本面分析（英語：Fundamental analysis）是一種为股票等证券的资产估值的方法，利用財務分析和经济学上的研究來評估企業價值或預測證券（如股票或债券等）價值的走勢。這些被分析的基本資料可以包含一家公司的財務報表和非財務上的資訊，如商品需求成長性的預測、企業比較、新制度的影響分析或人口的改變。
通常和所謂的技术分析相對，技術分析在研究證券價值的趨勢時，並不使用到市場本身以外的因素來做預測。投資者使用基本分析來檢驗一家公司的財務狀況、其內部運作和其產業市場，用以來了解這家公司的穩定性和成長潛力。被檢驗的項目可能包括有發放股息、公司管理資金方法、公司的負債值和公司收支成長。一個利用基本分析的人會看基本分析的結果來決定要操作多头或空头。
基本面分析的目标可能有：
- 对公司股票进行估值，并预测未来价格趋势。
- 预测公司未来表现。
- 评价公司管理体系，为内部商业决策做支持。
- 计算违约风险。

## 理論及其發展
支撐基本分析的理論為，以長期投資來賺錢，一個投資者必須專注於公司本身，而不只在其股價。當本杰明·格雷厄姆和大卫·多德在其經典著作《證券分析》中說「在短期內，市場是個計數器，而非計重器。」的同時，有一個投資者使用基本分析來尋找可以持續下去的公司。沃伦·巴菲特——世上第二有錢的企業家——他相信他可以只使用基本分析來做為其投資判斷。
基本分析奠基於相信一家公司的真實價值終會因市場力量而反映在股票價格上。但事實上，不論這市場是多麼的有效，一些股票短期亦會有高估或低估其價格的現象。
為了評估真實價值和股票價格的關係，市盈率便可以拿來當做公司現金流相對穩定且可預測的評估工具。這裡必須提出警告，本益比極非一客觀的評估工具，因為它必須經過解釋；高本益比或許表示一被高估的股票，又或許其反映了一家有高成長潛力的公司。

## 考虑因素
在基本面分析法中，通常会考虑以下因素：
- 政治危机；
- 首相内阁成员的重大变动或解散、国家领导人换届；
- 媒体的负面报道；
- 国家宏观经济指数的公布；
- 重大国际事件；
- 政府选举；
- 自然灾害、恐怖袭击等不可抗力。

基本面分析学认为政治事件会导致公共资源与资本的重新分配，而这样的分配对经济的影响是尤为深刻的。

## 三個步驟
在大型企業裡，基本分析通常以三個步驟來分析：
- 宏观经济学的分析，通常包括國際和國內各經濟指標，如GDP成長率、通货膨胀、利率、汇率、生产力和能源價格。
- 產業分析，包括整體產業的銷售量、價格標準、產品效能、國外竞争和進入產業的公司數。
- 個別公司的分析，包括其銷售量、價格、新產品、獲利等。

如果强调研究整体宏观经济状况对企业及产业的影响，称为“自上而下”分析法。相反，如果强调进行企业分析，进而用其进行行业分析及宏观分析，称为“自下而上”分析法。

## 批評
基本分析的弊端
- 所涉及的數據和資料太多，故此：
  - 難以完全收集，某些消息存在不確定性，又或者被隱藏；
  - 要做到全面分析，需要多方面的專業知識（從經濟會計到相關行業運作），不是一般個人可以做到；
  - 瞬息萬變，詳盡分析之後，各方面的因素都已經轉變[來源請求]

## 相關
- 现金流折现模型
- 股息貼現模型
- 乘数定价模型
- 资产收益率
- 市盈率
- 市净率
- 短期债务清偿能力比率
- 长期债务清偿能力比率
- 利润留存率
- 再投资率
- 存货周转率
- 应收帐款周转率
- 固定资产周转率
- 技术分析
- 股票估价
- 效率市場假說
- 股本报酬率
- 股东权益报酬率
- 每股净资产额
- 净现值
- 折現率
  - 资本资产定价模型
  - 资本成本
  - 加权平均资本成本
- CANSLIM法则
- Trader (finance)
- Bottom-up (finance)
- Fed model Theory of Equity Valuation